# Гевог
Гевог (дзонґ-ке རྒེད་འོག་, Вайлі: rged-'og, лат. gewog) — адміністративно-територіальна одиниця Бутану, яку створюють група населених пунктів. Гевог становить проміжну адміністративно-територіальну одиницю між населеним пунктом і дзонгхагом. В Бутані налічується 205 гевогів, їх середня площа території — 230 км².

## Адміністрація
Згідно з «Законом про місцеве управління» від 2009 року, кожен гевог знаходиться під управлінням Ради гевога (Gewog Tshogde), яка підпорядковується Раді дзонгхага (Dzongkhag Tshogdu). В Раду гевога входять гап (голова, англ. Gup), його заступник (англ. Mangmi) і від п'яти до восьми обраних членів ради з населених пунктів, що входять до складу гевога. Всі члени Gewog Tshogde обираються на п'ятирічний терміни простою більшістю голосів від загального числа виборців (але проголосувати має не менше двох третин від загального числа виборців). Кандидати повинні бути громадянами Бутану у віці від 25 до 65 років, проживати в даній місцевості не менше одного року і отримати дозвіл виборчої комісії, а також відповідати «Закону про вибори».
Хоча Рада гевога має право розподіляти ресурси, керувати охороною здоров'я і безпекою, стягувати податки з землі, пасовищ, худоби та розважальних заходів, але йому заборонено приймати закони. Адміністрація гевога володіє юрисдикцією щодо доріг, будівель (у тому числі архітектури), зон відпочинку, комунальних послуг, сільського господарства, а також розробляє місцевий п'ятирічний план розвитку. Кожен гевог має власний бюджет, який затверджується і знаходиться під контролем міністра фінансів.

## Історія
Починаючи з кінця 1980-х років король Джігме Сінг'є Вангчук почав проводити програму децентралізації країни. В 1991 році, згідно з цією програмою, король заснував першу місцеву адміністрацію — Yargay Tshogchung. Гевог став офіційною адміністративною одиницею, а їх керівниками стали старости гап. Під час перших на той час виборів представники від кожного домашнього господарства вибирали гап свого гевога.
У 2002 році парламент Бутану прийняв закон, згідно з яким до адміністрації гевога увійшли гап, його заступник мангмі, представник села або групи сіл цогпа, а також не маючий голосу листоноша чупон і клерк гевога. Гап і мангмі обираються строком на три роки, а решта представників адміністрації — на рік. Вони обираються простою більшістю голосів (не менше 2/3 від загального числа виборців). Адміністрація гевога стягує податки, підтримує і розподіляє природні ресурси, а також керує спільнотою і її культурним життям.
Законом про місцеве самоврядування від 2007 року були розширені повноваження місцевих чиновників,. Також було введено правило дотримання Дріглам Намжа. Після прийняття «Закона про місцеві органи влади» від 2009 року кожен гевог був розділений на чевоги, які включають декілька сіл.

## Зміни з 2000 року
У 2002 році було 199 ів у 20-ти дзонгхагах, в 2005 році — 205 ів.
и дзонгхага Циранг, Chanautey, Gairigaun, Цокхана і Циранг-Дангра були скасовані. З дзонгхага Чукха був виключений  Bhulajhora, але зараз включений Сампхелінг. В дзонгхазі Самце замість ів Ghumauney, Mayona і Nainital включені Уг'єнце та Єселце . Із дзонгхага Тхімпху був виключений  Бапбі. З дзонгхага Самдруп-Джонгхар зникли и Bakuli і Hastinapur, але замість них в дзонгхазі Трашіянгце були створені три додаткових а: Бумделінг, Кхамданг і Рамджар.

## Список

### Бумтанг
До складу дзонгхагу входять 4 гевоги:
- Танг
- Ура
- Чхокхор
- Чхуме

### Жемганг
До складу дзонгхага входять 8 гевогів:
| - Бардо - Бджока - Гожінг - Нангкор | - Нгангла - Пангкхар - Тронг - Шінгкхар |

### Сарпанг
До складу дзонгхагу входять 12 гевогів:
| - Гакілінг - Гелепху - Декілінг - Джігмечоелінг - Самтенлінг - Сенгхе | - Сержонг - Сомпангкха - Тарейтанг - Умлінг - Чхудзом - Чхузаганг |

### Тронгса
До складу дзонгхагу входять 5 гевогів:
- Драгтенг
- Корпху
- Лангтхіл
- Нубі
- Тангсібджі

### Лхунце
До складу дзонгхагу входять 8 гевогів:
- Гангзур
- Джарай
- Курто
- Кхома
- Менбі
- Мецо
- Мінджай
- Ценкхар

### Монгар
До складу дзонгхага входять 12 гевогів:
| - Балам - Гонгдуе - Джурмей - Драмеце - Дрепунг - Кенгкхар - Монгар - Наранг - Нгацанг | - Саленг - Сіламбі - Тхангронг - Цакалінг - Цаманг - Часкхар - Чхалі - Шерімунг |

### Пемагацел
До складу дзонгхагу входять 11 гевогів:
- Деченлінг
- Дунгмаед
- Зобел
- Кхар
- Нанонг
- Норбуганг
- Чхімунг
- Чоекхорлінг
- Чонгшінг
- Шумар
- Юрунг

### Самдруп-Джонгхар
До складу дзонгхагу входять 11 гевогів:
| - Вангпху - Гомдар - Деватханг - Лангченпху - Лаурі - Марцала | - Оронг - Пематханг - Пхунцотханг - Самранг - Сертхі |

Деякі гевоги об'єднані в два дунгхаги: Самдрупчоелінг і Джхомоцангкха.

### Трашіганг
До складу дзонгхагу входять 15 гевогів:
- Барцам
- Бідунг
- Канглунг
- Кангпара
- Кхалінг
- Луманг
- Мерак
- Пхонгме
- Раді
- Сактенг
- Самкхар
- Трімшінг
- Удзоронг
- Шонгпху
- Янгн'єр

Деякі гевоги об'єднані в три дунгхаги.

### Трашіянгце
До складу дзонгхагу входять 8 гевогів:
- Бумделінг
- Джамкхар
- Кхамданг
- Рамджар
- Тоецо
- Томжангцен
- Трашіянгце
- Яланг

### Паро
До складу дзонгхага входять 10 гевогів:
- Вангчанг
- Дога
- Допшарі
- Дотенг
- Ламгонг
- Лунгн'ї
- Наджа
- Хунгрел
- Центо
- Шапа

### Самце
До складу дзонгхагу входять 16 гевогів:
| - Бара - Біру - Гхумауней - Денчукха - Дорокха - Дунгто - Лехерені - Майона | - Найнітал - Паглі - Самце - Сіпсу - Тадінг - Тенду - Чаргхарі - Ченгмарі |

### Тхімпху
До складу дзонгхагу входять 1 місто (Тхімпху) та 8 гевогів:
- Ген'є
- Дагала
- Каванг
- Лінгжі
- Меванг
- Наро
- Соє
- Чанг

При цьому гевоги Лінгжі, Соє і Наро об'єднані в дунгхаг Лінгжі.

### Хаа
До складу дзонгхагу входять 6 гевогів:
- Бджі
- Гакілінг
- Кацо
- Самар
- Сомбайкха
- Уєсу

### Чукха
До складу дзонгхагу входять 11 гевогів:
| - Б'ячо - Бонго - Гелінг - Гетена - Дала - Дунгна | - Логчіна - Метакха - Пхунчолінг - Сампхелінг - Чапча |

### Вангді-Пходранг
До складу дзонгхагу входять 15 гевогів:
| - Атханг - Б'єна - Гангте - Гасецо-Гом - Гасецо-Ом | - Дага - Дангчу - Кажі - Нахі - Н'їшо | - Пханг'єл - Пхобджі - Рупіса - Сепху - Тхедцо |

### Гаса
До складу дзонгхагу входять 4 гевоги:
- Кхамад (раніше відомий як Гонкхама)
- Кхатод (раніше відомий як Гонкхато)
- Лая
- Лунана

### Дагана
До складу дзонгхага входять 14 гевогів:
| - Гесарлінг - Гожі - Деоралі - Дорона - Друджейганг - Кана - Кхіпіса | - Ладжаб - Лхамоізінгкха - Нічула - Трашідінг - Цангкха - Цеза - Цендаганг |

### Пунакха
До складу дзонгхагу входять 11 гевогів:
- Барп
- Гоеншарі
- Гума
- Дзомо
- Кабджіса
- Лінгмукха
- Тало
- Тоеванг
- Тоепіса
- Чхубу
- Шенга-Бджіме

### Ціранг
До складу дзонгхагу входять 12 гевогів:
| - Баршонг - Госерлінг - Дунглаганг - Кікхортханг - Мендрелганг - Пацхалінг | - Пхутенчху - Рангтханглінг - Семджонг - Сергітханг - Цхолінгкхар - Цірангто |